# Assimiou Touré
Assimiou Touré (Sokodé, Togo, 1 de enero de 1988) es un futbolista togolés que juega de defensa en el FC Leverkusen. 
Fue internacional con la selección de fútbol de Togo. Participó en la Copa Mundial de Fútbol de 2006.

## Clubes
| Club                   | País     | Año       |
| ---------------------- | -------- | --------- |
| Bayer 04 Leverkusen    | Alemania | 2006-2010 |
| VfL Osnabrück (cedido) | Alemania | 2007-2009 |
| Arminia Bielefeld      | Alemania | 2010-2011 |
| SV Babelsberg 03       | Alemania | 2012-2013 |
| KFC Uerdingen 05       | Alemania | 2013-2014 |
| Bonner SC              | Alemania | 2015      |
| SpVgg Burgbrohl        | Alemania | 2015-2016 |
| FC Leverkusen          | Alemania | 2019-     |